# اس‌اس‌سی تواتارا

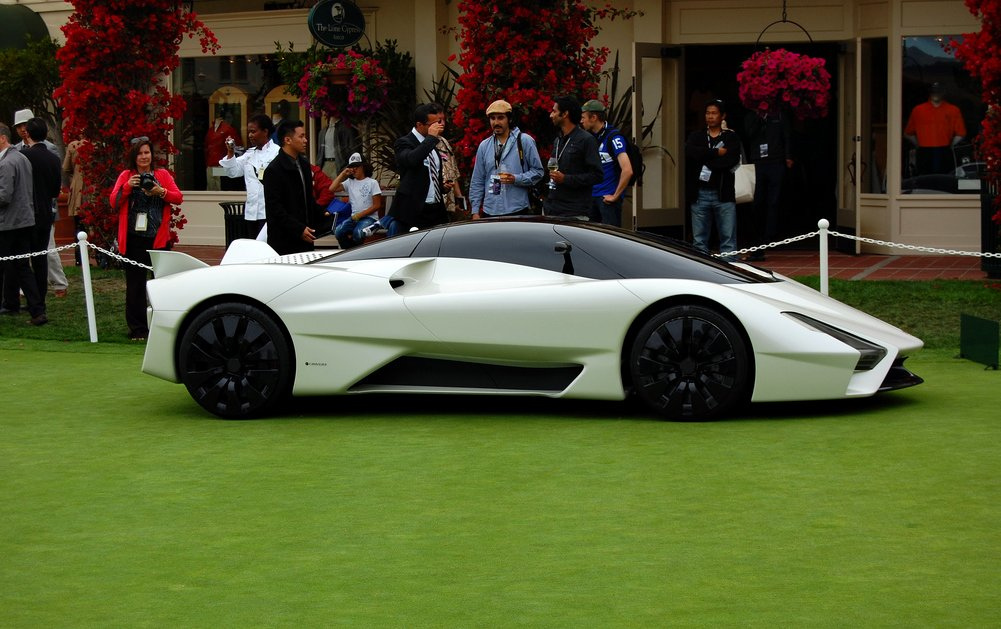
تصویری از اس‌اس‌سی تواتارا

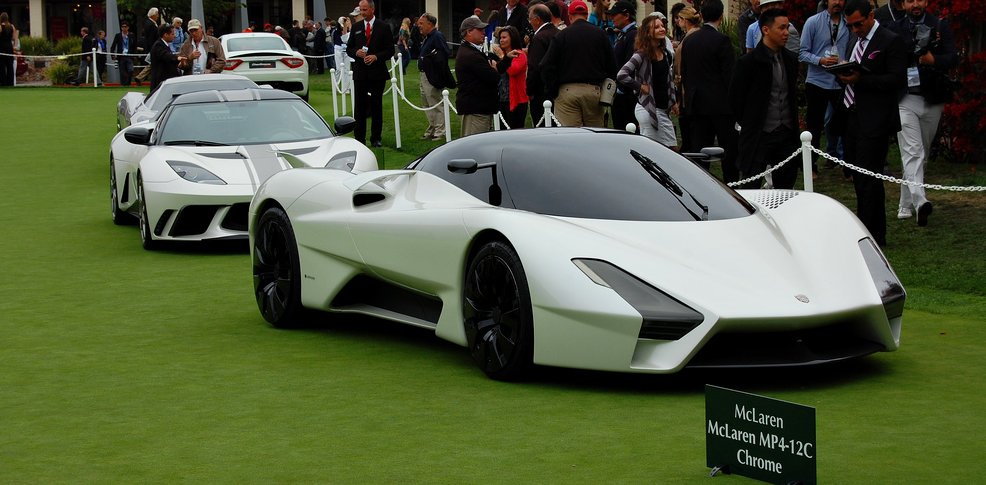

اس‌اس‌سی تواتارا (SSC Tuatara) نام یک خودروی سوپر اسپورت ساخت شرکت اس‌اس‌سی نورث آمریکا است که مدل تولیدی آن از سال ۲۰۲۰ ساخته شده‌است.
تواتارا در ۱۴ می ۲۰۲۲ توانست به سرعت ۳٣١ مایل در ساعت (۵۳۳ کیلومتر در ساعت) برسد.
در سال ۲۰۱۱ قیمت این اتومبیل نزدیک یک میلیون دلار بود. اس‌اس‌سی تواتارا در حال حاضر با سرعت ۳۳۱ مایل در ساعت سریع‌ترین خودروی جهان محسوب می‌شود.